# Maireana sedifolia
Espèce
Classification phylogénétique
Maireana sedifolia est un buisson compact endémique d'Australie. Il est utilisé pour l'alimentation du bétail et comme plante d'ornement à cause de l'originalité du vert de son feuillage.

## Référence
- (en) FloraBase (Australie-Occidentale) : classification Maireana sedifolia
- (en) NCBI : Maireana sedifolia (taxons inclus)
- (en) GRIN : espèce Maireana sedifolia  (F. Muell.) Paul G. Wilson
- PlantNET